# Метр (музика)
Метр у музиці (від грец. metron — міра, розмір) — система організації музичного ритму, яка полягає у впорядкуванні чергування сильних і слабких долей. Метр є важливим засобом організації музичної мови і має величезне виражальне значення.
Залежно від структури, метр буває:
- простим — дво-, тридольним, де акцент припадає на першу долю;
- складним — чотири-, шести-, дев'яти-, дванадцятидольним, що складаються з однорідних простих метричних груп, з акцентом на перші долі кожної групи;
- мішаним — п'яти-, семидольним, що складаються з неоднорідних метричних груп, з акцентом на перші долі кожної групи.

Метр виражається метричним тактовим розміром, позначається дробом, чисельник якого показує кількість долей в такті, а знаменник — ритмічне значення долі, тривалість її звучання в одиницях сучасної нотації (половинні, четвертні тощо).

## «Метрична модуляція»
В англомовній літературі поширеним є термін «метричної модуляції» (англ. metric modulation) або темпової модуляції (англ. tempo modulation), що в загальному випадку означає зміну кількості тривалостей, що вкладається у певну одиницю часу.
В нотах метрична модуляція може відображатись або за допомогою особливих видів ритмічного поділу при незмінному темпі (наприклад рух шістнадцятими змінюється рухом тріолями), або за допомогою пропорційної зміни музичного розміру і темпу таким чином, що певна тривалість до модуляції дорівнює певній іншій тривалості після модуляції (наприклад четвертна попереднього такту дорівнює четвертній з крапкою наступного).